# Protracheoniscus amoenus
Protracheoniscus amoenus là một loài chân đều trong họ Trachelipodidae. Loài này được Koch miêu tả khoa học năm 1841.